# Afer Galinsoga
L'afer Galinsoga foren una sèrie d'esdeveniments que es produïren a Barcelona entre el juny de 1959 i febrer de 1960, provocats pel director del diari La Vanguardia, Luis Martínez de Galinsoga, pel fet de proclamar en públic la frase «tots els catalans són una merda» perquè el mossèn Josep Maria Aragonès i Rebollar havia celebrat missa en català.

## Fets
Galinsoga ja havia escrit en temps de la guerra un Delenda est Cataluña («Catalunya ha d'ésser destruïda, delida») i havia publicat en l'Heraldo de Aragón un al·legat contra el separatisme per falsar el fet diferencial construint una cultura, tradició i llengua segons el patró fanfarró francès esqueixat de la tradició hispànica. El 1939 fou nomenat director de La Vanguardia Española pel Consell de Ministres.
El 21 de juny de 1959, Galinsoga va assistir a una missa a l'església de Sant Ildefons de Barcelona. Durant el sermó predicat en català (la missa era en llatí) es va aixecar ostensiblement per dirigir-se a la sagristia. Davant d'un sacerdot, Mossèn Luis Gómez, que es trobava a la sagristia va protestar que el sermó es fes en català. El sacerdot li va explicar que els diumenges es feien sis misses en castellà i dues en català, tot i que la majoria de feligresos són de parla catalana. Galinsoga va respondre pues diga al señor cura que él y todos sus feligreses son una mierda, i li va allargar una targeta de visita. Sortint de l'església va deixar anar todos los catalanes son una mierda.
L'endemà de l'incident, el rector de Sant Ildefons, Narcís Saguer, va escriure a Galinsoga tornant-li la targeta i advertint-lo que probablement algú l'havia suplantat atacant la seva honorabilitat amb unes formes incorrectes i frases grolleres. Galinsoga va respondre confirmant que havia estat ell mateix i que trobava indignant i sorneguer que es prediqués en català.

## Campanya
Un grup de joves catòlics, Cristians Catalans, liderats per Jordi Pujol i Soley, va organitzar al costat d'altres grups de similar ideologia una campanya contra La Vanguardia Española i la figura de Galinsoga. El nucli organitzador va ser principalment a l'Acadèmia de la Llengua Catalana, i els que van treballar per estendre l'acció van ser Jordi Pujol (feligrès de la parròquia de Sant Ildefons), Xavier Polo, Jaume Casajoana, Ramon Fuster, Josep Espar Ticó i Josep Benet. Durant l'estiu es van donar a conèixer els fets repartint manifests clandestins sota el lema «Dignitat contra fatxenderia». Algun dels actes realitzats durant aquesta campanya va consistir en omplir el barri de Gràcia d'exemplars estripats del diari, ho feren escamots de noies de l'Acadèmia entre les quals hi havia Lluïsa Galindo, Guiomar Amell, Pilar Porcel i Montserrat Pujadó. Cap a final d'any la campanya havia provocat baixes de subscriptors i un descens dels anuncis. El comte de Godó Carlos Godó Valls, va demanar la destitució de Galinsoga, però el Consell de Ministres no es va pronunciar.
Cap dels partits polítics, llavors a la clandestinitat, es va unir a la campanya, encara que sí que ho van fer a títol personal alguns dels seus militants, entre els quals hi havia gent d'Unió Democràtica de Catalunya i del Front Nacional de Catalunya. El gener del 1960 es van trencar els vidres de la seu de La Vanguardia al carrer Pelai. El 19 de gener, intentant posar fi a les protestes, Galinsoga va escriure un editorial en el que negava que hagués pronunciat aquella frase i es definia com a "amic de Cambó". Els organitzadors de la campanya van contestar amb un text imprès que van llançar espectacularment des del quart pis del Liceu. La resposta popular no va ser l'esperada per Galinsoga i es van intensificar les protestes que van provocar que el diari perdés prop de 20.000 subscriptors i que reduís la seva tirada en 30.000 exemplars.
Pel diumenge 7 de febrer es va organitzar una manifestació de clàxons a la sortida del camp del Barça. Dies abans, el 5 de febrer, Galinsoga va ser destituït pel Consell de Ministres, sent substituït en la direcció de La Vanguardia per Manuel Aznar Zubigaray, avi del futur president del Govern pel Partit Popular José María Aznar.
Als pocs dies, l'Acadèmia va fer córrer el full Victòria per Catalunya en què hi deia "L'expulsió d'en Galinsoga constitueix una gran victòria per Catalunya. És una victòria perquè no ens ha estat regalada."
Aquesta "victòria" popular va enfortir l'oposició catalana al franquisme i va obligar a una visita de Franco a Barcelona, en el marc de l'anomenada «Operación Cataluña» per mostrar una cara amable del règim als catalans. Tanmateix, la repressió existent va dur poc després a actes com els fets del Palau de la Música.